# Ходжахан
Ходжахан (азерб. Xocahan) — село в Губадлинском районе Азербайджана.

## История
По данным «Свода статистических данных о населении Закавказского края, извлеченных из посемейных списков 1886 года», в сёлах Ходжаган 1-й, 2-й и 3-й Ходжаганского сельского округа Зангезурского уезда Елизаветпольской губернии было в общей сложности 98 дымов и проживало 468 азербайджанцев (в источнике — «татар») шиитского вероисповедания. Всё население являлось владельческими крестьянами.
Согласно результатам Азербайджанской сельскохозяйственной переписи 1921 года, Ходжаган одноимённого сельского общества Кубатлинского уезда Азербайджанской ССР населяли 191 человек (54 хозяйства), преобладающая национальность — тюрки азербайджанские (азербайджанцы).
В результате Первой карабахской войны в 1993 году село перешло под контроль армянских вооружённых сил.
9 ноября 2020 года в ходе 44-дневной Второй карабахской войны село Ходжахан перешло под контроль Вооружённых сил Азербайджанской Республики.

## География и климат
Село Ходжахан расположено на берегу Хакари.

## Экономика
Жители села занимались животноводством и посевом зерновых культур.